# Musées des migrations

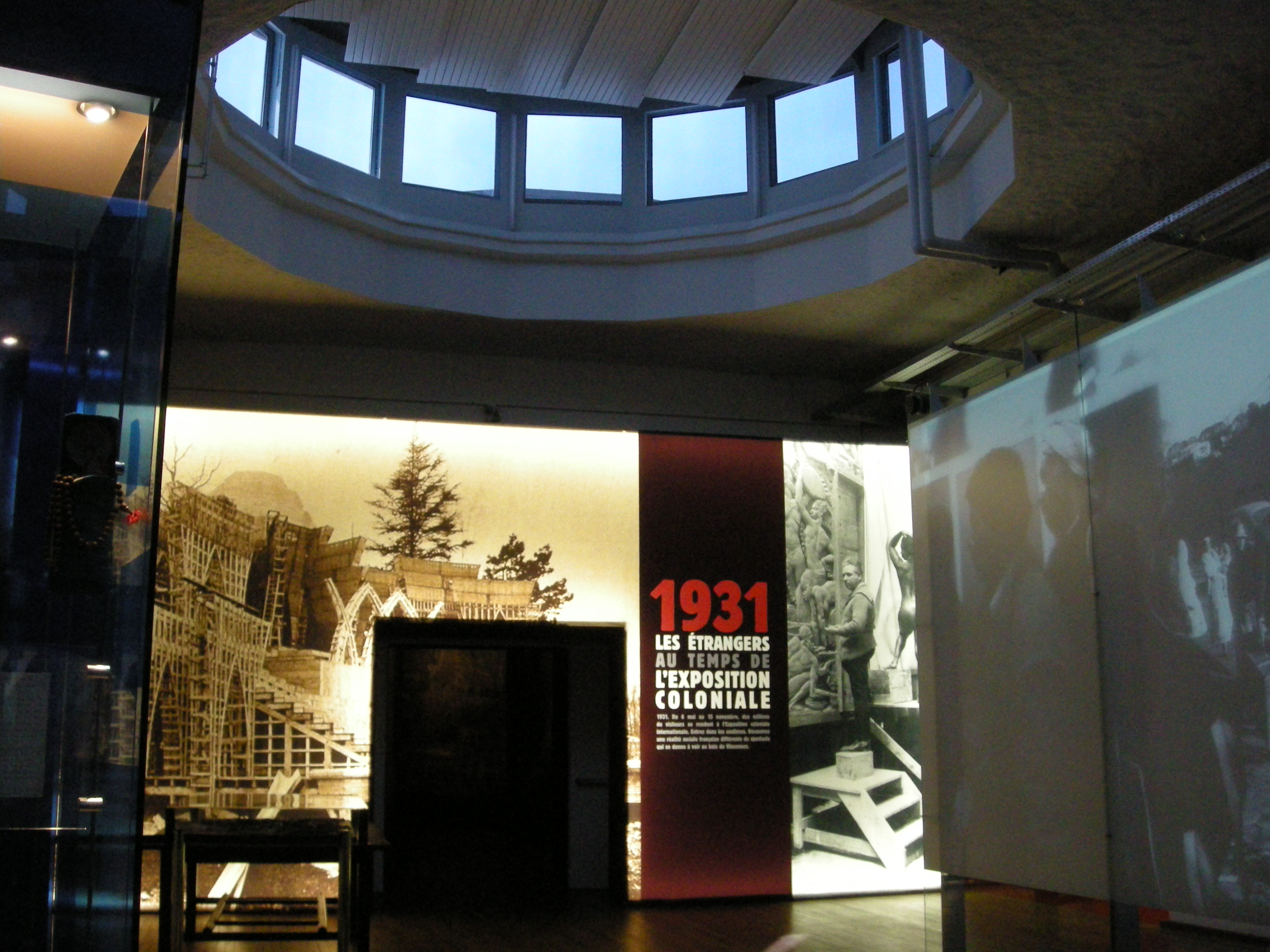
Une exposition temporaire au musée de l’histoire de l’immigration à Paris

La création de musées des migrations constitue l’une des tendances fortes de ces 20 dernières années. Après l’exemple des pays dont le peuplement s'est fait par l'immigration comme les États-Unis avec Ellis Island, de l’Australie et du Canada, c’est au tour des pays européens – Allemagne, Espagne, France, Italie, Pays-Bas, Portugal, Royaume-Uni et Suisse notamment – de créer ces lieux de rencontre, de passage entre terre d’origine et terre d’accueil, de transmission entre générations, pour contribuer à la création d’une identité multiple, individuelle et collective. 
Si ces initiatives servent aussi le devoir de mémoire, l’objectif recherché par les différents pays semble essentiellement tenir en trois mots: reconnaître, intégrer, sensibiliser. 
- Reconnaître: l’apport des différentes vagues d’immigrations ; la diversité et la richesse des cultures d’origine et le droit à une double appartenance.
- Inclure et intégrer: favoriser le sentiment d’appartenance; permettre aux populations de se sentir partie intégrante de la nation; être un élément fédérateur et contribuer à l’identité nationale.
- Sensibiliser le pays d’accueil aux facteurs qui ont conduit des individus (réfugiés notamment) à quitter leur terre, pour développer un sentiment d’empathie. Plus généralement, déconstruire les stéréotypes de l’immigration.

Le contexte international et les événements survenus ces deux dernières années (depuis l’affaire Van Gogh aux Pays-Bas en 2004 jusqu’à la crise des banlieues en France en 2005) rendent plus pressant encore le besoin de (re)créer des liens, donner la parole à ces jeunes immigrés ou réfugiés comme à leurs parents, les placer au cœur de la réflexion et du pays, pour favoriser inclusion, intégration et droit à la différence, écouter des histoires individuelles pour rompre avec les stéréotypes, voire s’appuyer sur l’Histoire et la Mémoire pour mieux comprendre et prendre de la distance. 
Si l’objectif semble commun, ces musées sont également confrontés à des défis similaires : être bien entendu un lieu de présentation au public, de conservation et de restauration, mais surtout et avant tout un lieu vivant. L’enjeu est de drainer non seulement les intellectuels, visiteurs traditionnels des musées, chercheurs et historiens, mais aussi et surtout le grand public. 

## Liste des musées des migrations à travers le monde
- Afrique du Sud
  - Migrant Labour Museum
- Allemagne
  - Dokumentationszentrum
  - Museum über die Migration in Deutschland
- Argentine
  - Museo de la inmigración
- Australie
  - Immigration Museum (Melbourne, State of Victoria)
  - Migration Museum (Adelaide)
- Brésil
  - Memorial do Imigrante
- Canada
  - Pier 21
  - Immigrants to Canada
  - Virtual Museum of orphans immigrated to Canada
- Danemark
  - Immigrant Museet - The Danish Immigration Museum
- Espagne
  - MhiC - Museo de Historia de la Inmigración de Cataluña
  - Arquivo da Emigración Galega
- États-Unis d'Amérique
  - Ellis Island Museum
- France
  - Musée de l’histoire de l’immigration
- Irlande
  - Cobh Heritage Centre
- Israël
  - Babylonian Jewry Heritage Center
- Italie
  - Altre Italie
- Pays-Bas
  - Kosmopolis - The House of Cultural Dialogue
- Portugal
  - Museu da Emigração e das Comunidades
- Royaume-Uni
  - Immigration Museum
  - 19 Princelet Street
  - Indian Presence in Liverpool
  - History of London’s diverse communities
  - Moving Here
  - England's Past for Everyone
- Saint-Marin
  - San Marino Study Centre on Emigration - Museum of the Emigrant
- Suède
  - Immigrant-institutet
  - Museums of World Culture
  - The Multicultural Centre
- Suisse
  - Migrations Museum